# Киренский уезд
Киренский уезд (Киренский округ) — административно-территориальная единица в составе Иркутской губернии, существовавшая в 1775—1822 и 1898—1925 годах. Уездный город — Киренск.

## Население
По данным переписи 1897 года в округе проживало 55 456 чел. В том числе русские — 49 162 чел.; якуты — 2 725 чел.; эвенки — 1 289 чел., евреи — 917 чел. В окружном городе Киренске проживало 2 280 чел.

## Административное деление
В 1913 году уезд состоял из 14 волостей: 
| - Витимская волость — с. Витим, - Ичерская волость — с. Ичера, - Карапчанская волость — с. Воробьево, - Коченгская волость — с. Коченгское, - Макаровская волость — с. Макарово, - Марковская волость — с. Марково, - Мартыновская волость — с. Мартыново, | - Мухтуйская волость — с. Мухтуя, - Нижне-Илимская волость — с. Нижне-Илимск, - Орлингская волость — с. Орлинга, - Подкаменская волость — с. Чечуйск, - Петропавловская волость — с. Петропавловское, - Преображенская волость — с. Преображенское, - Усть-Кутская волость — с. Усть-Кут. |

Кроме этого в состав уезда входили золотые прииски Олекминской и Витимской системы Ленского горного округа, центром которого был г. Бодайбо. 